# Aspilota tetragona
Aspilota tetragona är en stekelart som beskrevs av Fischer 1976. Aspilota tetragona ingår i släktet Aspilota och familjen bracksteklar. Inga underarter finns listade.